# راديو شاك
راديو شاك هي سلسلة أمريكية من مخازن الالكترونيات اللاسلكية والمملوكة من قبل محفظة وقائية التابعة للمواصفات العامة اللاسلكية. هو شراكة مع سبرينت الهواتف المحمولة، وصفت معظم المتاجر مع «سبرينت» على الرغم من أنها أيضا تبيع سلع راديو شاك.
تأسست في عام 1921، في ذروتها في عام 1999، كانت تعمل مخازن في الولايات المتحدة، المكسيك، المملكة المتحدة، أستراليا، وكندا. في 5 فبراير 2015، قدمت الشركة بموجب الفصل الحادى عشر الحماية بموجب قانون الإفلاس في الولايات المتحدة بعد 11 خسائر فصلية على التوالي. في ذلك الحين كان راديو شاك يعمل فقط في الولايات المتحدة والمكسيك. بتاريخ 31 مارس، 2015، تقدمت الشركة إلى محكمة الإفلاس الأمريكية للمنطقة الشمالية من ولاية تكساس وتم إقرار عرض 160 مليون دولار من قبل جنرال وابرليس، والتي اكتسبت ملكية 1743 موقعا من راديو شاك، وتم إستئجارها على الفور لسبرينت.

## التاريخ

### ال 40 عاما الأولى

1995-2013 logo, still used in many locations.

وكانت الشركة قد بدأت ب«راديو شاك» في عام 1921 من قبل اثنين من الإخوة، تيودور وميلتون دويتشمان، الذان أرادا توفير المعدات اللازمة للمجال الناشئ آنذاك هواة الراديو. إفتتح الإخوة فرعا عبارة عن مخزن لبيع التجزئة والنظام البريدى في قلب مدينة بوسطن في 46 شارع براتل، بالقرب من موقع مذبحة بوسطن. اختاروا اسم «راديو شاك»، الذي كان عبارة عن بنية صغيرة خشبية الذي يضم معدات السفن اللاسلكية. وقد أعتقد أن دويتشمان كان اسما مناسبا للمخزن الذي سيزود احتياجات ضباط الإذاعة على متن السفن، وكذلك اللاسلكي (هواة لاسلكي). وكان ذلك قيد الاستخدام بالفعل وهو حتى يومنا هذا عن طريق إشارات الراديو عند الإشارة إلى الموقع من محطاتهم.
أصدرت الشركة أول دليل مصور في عام 1939 وحينما أدخل الهاى فاى سوق الموسيقى. في عام 1954، بدأ راديو شاك بيع منتجات العلامة الخاصة تحت اسم العلامة التجارية الواقعية ، وتغيير اسم العلامة التجارية إلى واقعية بعد مقاضاتها من قبل ستيريو واقعى. بعد التوسع إلى تسعة مخازن بالإضافة إلى الأعمال بالنظام البريدى واسعة النطاق،  وتراجعت الشركة وخضعت لأوقات صعبة في راديو شاك في العام 1960 مفلسة أساسا، ولكن تشارلز د. تاندي رأى إمكانات راديو شاك والالكترونيات الاستهلاكية بالتجزئة واشترى الشركة بمبلغ 300،000 دولارا أميريكيا.

### شركة تاندي

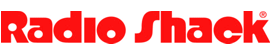
Former RadioShack logo (1974–1995)

مؤسسة تاندي، هي شركة بضائع جلدية، كانت تبحث عن غيرها من الشركات ذات الصلة بالهواة إلى التي يمكنها التوسع. في ذلك الوقت إستحوذت تاندي راديو شاك والجلود 1962 على سلسلة راديو شاك التي أفلست تقريبا. انها باعت ما قيمته 14 مليون دولار من معدات AM وFM اللاسلكية، ومعدات الراديو للهواة، أجهزة اتصال لاسلكية ومكبرات الصوت وهوائيات ولكن تم إنفاق المزيد من المال من ماهو مقررتاندي أغلقت راديو شاك النظام اليريدى التجاري، الذي لايحقق ربحا والمشتريات الائتمانية وأنهت العديد من المناصب الإدارية العليا، وأبقت على مندوبي المبيعات، والتجار والمعلنين.وجرى تخفيض عدد العناصر التي يجرى التعامل بها من 40000 إلى 2500، كما أن تاندي «حددت نسبة ال 20٪ التي تمثل 80٪ من المبيعات» واستبدلت حفنة من المخازن كبيرة لراديو شاك مع العديد من «ثقوب صغيرة في الجدار،» أعداد كبيرة من المواقع المستأجرة التي كانت أسهل لإغلاقها وإعادة فتحها في مكان آخر إذا كان مكان واحد لم ينجح في مسعاه. العلامات التجارية ذى التسمية الخاصة تم جلب منتجات من الشركات المصنعة منخفضة التكلفة ليسهم اسم الماركات لرفع هامش الربح لراديو شاك. تم التخلي عن خطوط غير إلكترونية من عربات تحمل على الآلات الموسيقية تماما.
بيانات العملاء من النظام البريدى لراديو شاك هي التي قررت تحديد مواقع متاجر تاندي جديدة. كحافز لهم على العمل لساعات طويلة وكى تظل مربحة، كان يتعين على مديري المتجر أخذ حصة ملكية في متاجرهم. في الأسواق الصغيرة جدا لدعم متجر راديو شاك المملوك للشركة، اعتمدت السلسلة على المتعاملين المستقلين الذين إتخذوا هذه المنتجات بشكل جانبى.
من 1960 حتى 1990 في وقت مبكر، روجت راديو شاك على عرض يدعى «بطارية الشهر». وهي بطاقة من الورق المقوى بحجم الحقيبة عرضت مجانا Enercell كل شهر في المتجر. مثل أنبوب الاختبار المجانى عرضت في متجر في 1970 في وقت مبكر،  هذه الخسارة الصغيرة كثفت السير على الاقدام. خدمت البطاقات أيضا باسم بطاقات العمل العامة لجمهور المشترين.

## التراجع المالي
في عام 1998، دعت راديو شاك نفسها أكبر بائع لمنتجات الاتصالات السلكية واللاسلكية الإستهلاكية في العالم؛ وصل رصيده ذروته بعد عام.
InterTAN، وهي شركة تتبع تاندي السابقة، باعت متاجر تاندي المملكة المتحدة في عام 1999 ومخازن أستراليا في عام 2002. وقد بيعت InterTAN مع(المخازن الكندية) لمنافسة سيركويت سيتي في عام 2004. وظلت العلامة التجارية راديو شاك مستخدمة في الولايات المتحدة ولكن أثبت القرن ال21 فترة من الانخفاض الطويل للسلسلة، والتي كانت بطيئة في الرد على الاتجاهات الرئيسية التي أفرزتهاالتجارة الإلكترونية ودخول منافسين مثل بست باى وأمازون إلى انبعاث حركة ميكر.

### 2015: الإفلاس والبيع إلى ستاندارد جنرال
في 15 يناير 2015، أوردت صحيفة وول ستريت جورنال عن راديو شاك تأخر مدفوعات الإيجار لبعض أصحاب العقارات التجارية وكانت الشركة تستعد للإفلاس الذي يمكن أن يأتي في وقت مبكر من فبراير. ورفض مسؤولوا الشركة التعليق على التقرير. وزعم تقرير منفصل أجرته بلومبرج أن الشركة قد تبيع عقود إيجارية إلى ما يصل إلى نصف متاجرها إلى شركة سبرينت.

## الدعاوى والتقاضي
في يونيو 2011، رفعت مارسيا جونز وابنتها البالغة من العمر 13 عاما مورغان دعوى قضائية ضد سبرنت وراديو شاك بعد أن وجدت المراهقة الهاتف الذي يفترض أن يكون جديدا سبرينت HTC ايفو 4G الهواتف المحمولة وكانت الأم وإبنتها قد إبتاعاه من ستون كريست مول في ليثونيا، جورجيا ووجدا أنه يحوى موادا إباحية التي تم تحميلها من قبل المستخدم السابق.
في 2012 أقام EEOC، دعوى مدنية رقم 10- د.م, 2365 ضد راديوشاك بالمحكمة الجزئية الأمريكية لمنطقة كولورادو، منحت لجنة التحكيم دنفر 674،938 دولارا لديفيد نيلسون، 55 عاما (اعتبارا من 2007)، وهو موظف راديو شاك البالغ 25 عاما الذي كان قد شرع في الانتقام بعد أن شكا حول التمييز على أساس السن التي كتبها المشرف. في عام 2013، منحت هيئة محلفين اتحادية أكثر من مليون دولار لفرانك ألين البالغ من العمر 54 عاما مدير متجر راديوشاك لفترة طويلة الذي اقيل من منصبه في عام 2010 من 938 سوق شارع مخزن سان فرانسيسكو منذ عام 1998، وحل محله موظفا يبلغ 23 عاما لأن الشركة تريد شخص ما ذى «أفكار شابة.»

## راديوشاك في الثقافة العامة
«راديوشاك»؛ متجر (مملوكة من قبل «شركة داندي») ظهر في النص الأصلي 1991 الإفراج عن سبايس كويست الرابع، يستبدل ب «هرتز. جيد جدا» في طبعات لاحقة بسبب التهديدات باتخاذ إجراءات قانونية من قبل تاندي.
Radio Shack is featured prominently in Short Circuit 2, which serves as a "clinic" for Johnny 5 while he repairs himself after being assaulted by thieves.